# David Nightingale Hicks
David Nightingale Hicks (25 de março de 1929 — 29 de março de 1998) foi um decorador de interiores e designer inglês, conhecido por seus trabalhos. usando cores fortes, misturando mobiliário antigo e moderno e arte contemporânea para sua leal clientela.

## Início da vida e da educação
David Nightingale Hicks nasceu em Coggeshall, Essex, filho do corretor Herbert Hicks e Iris Platten Elsie. Ele frequentou Charterhouse School e se formou na Universidade Central do Art.

## Vida pessoal
Ele se casou com Pamela Hicks (nascido em 19 de abril de 1929), a filha mais nova de Louis Mountbatten, 1.º Conde Mountbatten da Birmânia, e de sua esposa, Edwina Ashley.
David e Pamela Hicks se casaram em 13 de janeiro 1960, Abbey Romsey em Hampshire. Eles tiveram três filhos:
- Edwina Vitória Luísa Hicks (nascida em 24 de dezembro de 1961)
- Ashley Louis David Hicks (nascido em 18 de julho de 1963)
- India Amanda Carolina Hicks (nascida em 5 de setembro de 1967), que atuou como uma dama de honra no casamento de seu padrinho Carlos, Príncipe de Gales e lady Diana Spencer.

## Morte
Hicks passou os últimos anos da sua vida na Britwell House em Oxfordshire, onde criou um jardim.
Hicks era um fumante inveterado, e morreu de câncer de pulmão, com 69 anos de idade, em Britwell Salome, Oxfordshire. Ele projetou o seu próprio caixão, em que houvesse velório publico, de acordo com as suas instruções precisas, na sala de rés-do-chão do seu pavilhão do jardim gótico. Ele foi enterrado em 4 de abril de 1998, em Brightwell Baldwin, Oxfordshire, onde o seu túmulo é marcado por uma lápide em forma de obelisco.

## Legado
Seu filho, Ashley Hicks, é um arquiteto e designer. Em 2006, ele completou David Hicks: Designer — uma celebração da obra de seu pai.
Sua filha India escreveu dois livros sobre design, vida da ilha e Ilha de beleza.

## Ligaçoes externas
- «Sítio oficial» (em inglês)